# Inondations de 1955 de la vallée de l'Hunter
Les inondations de 1955 de la vallée de l'Hunter (anglais : 1955 Hunter Valley floods) du 23 février 1955 ont été un événement majeur en Nouvelle-Galles du Sud, Australie. Elles ont été l'une des catastrophes naturelles les plus dévastatrices de l'histoire de l'Australie. L'inondation a submergé les rivières des deux côtés de la cordillère australienne, créant une mer intérieure de la taille de l'Angleterre et du pays de Galles. La ville la plus touchée a été Maitland, qui est située dans des terres basses sur le fleuve Hunter, et qui à cette occasion a été complètement inondée par sa crue. Au total, 25 personnes ont été tuées au cours d'une semaine d'inondation qui a emporté 58 maisons et en a endommagé 103 de manière irréparable. Rien qu'à Maitland, 2 180 maisons ont été envahies par l'eau.

## Évolution météorologique
De fortes pluies, associées à un épisode de La Niña, sont tombées régulièrement sur le bassin versant du fleuve Hunter depuis octobre 1954. Le 23 février 1955 une dépression de mousson extrêmement intense s'est développée sur le sud du Queensland et le nord-est de la Nouvelle-Galles du Sud, se déplaçant vers le sud,.
La très forte circulation du nord-est amena une grande quantité d'humidité sur le bassin du fleuve Hunter et de certaines parties de la rivière Darling ce qui permit des cumuls de pluie sur 24 heures les plus élevées depuis le début des enregistrements vers 1885. Autour de Coonabarabran, jusqu'à 327 millimètres sont tombés en une seule journée, tandis que les quantités dans la partie supérieure du bassin le lendemain étaient d'environ 200 millimètres.

## Impact
Avec les pluies sur un sol déjà saturé, le fleuve Hunter ainsi que les affluents du Darling (surtout les rivières Castlereagh, Namoi et Macquarie) ont atteint des niveaux tout à fait sans précédent. Par exemple, le débit du Namoi, normalement d'environ 25 mètres cubes par seconde, a atteint 9 000 m3/s, tandis que le Macquarie a culminé à environ 6 100 m3/s.
À Maitland, le fleuve a dépassé sa hauteur record d'août 1952 de près d'un mètre, inondant jusqu'à 5 000 maisons avec jusqu'à cinq mètres d'eau boueuse,. Ce sont 15 000 personnes qui ont été évacuées, la plupart par bateau ou hélicoptère, tandis que 31 maisons n'ont jamais été reconstruites. À Dubbo, quatre mille habitants ont été évacués car la rue principale était sous plus d'un mètre d'eau boueuse et la même chose s'est produite tout le long de la rivière Macquarie. À Gilgandra, un tiers des bâtiments ont été complètement détruits. Un trou dans la rue principale s'est avéré plus tard contenir deux grands semi-remorques.
Les inondations ont coûté la vie à 25 personnes. Quelque 2 000 têtes de bovins, et plusieurs autres milliers d'animaux de ferme, se sont noyés alors que les récoltes furent largement détruites. Les dommages aux ponts, aux routes, aux voies ferrées et aux lignes téléphoniques ont pris des mois à réparer.